# Sfera myślowa
Sfera myślowa - to metoda analityki behawioralnej pozwalająca na podział poszczególnych jednostek w społeczeństwie na kasty myślowe. Nie ocenia ona inteligencji ani charakteru. Metoda ta skupia się na sile perswazji oraz możliwości wyobraźni jednostki, która wyznacza możliwe do przekroczenia sfery (stąd nazwa). Człowiek może osiągnąć poziom od 0 do 5.
Wyróżnia się 5 szczególnych sfer:
1. sfera wolnej myśli
2. sfera rozbudowanej wyobraźni
3. sfera kreowania myśli
4. sfera manipulacji
5. sfera przenikliwości

Czasem wyróżnia się również jedną nadsferę, "sferę analityczną", która pozwala rozumieć jednostki z każdej innej kasty.